# ناحیه دانمارک، میشیگان
ناحیه دانمارک (به انگلیسی: Denmark Township) یک منطقهٔ مسکونی در ایالات متحده آمریکا است که در شهرستان تاسکولا، میشیگان واقع شده‌است.
 ناحیه دانمارک ۹۱٫۳ کیلومتر مربع مساحت و ۳٬۰۶۸ نفر جمعیت دارد و ۱۹۷ متر بالاتر از سطح دریا واقع شده‌است.